# Путешествие (фильм, 2004)
«Путешествие» или «Путь» (малаял. സഞ്ചാരം) — индийская мелодрама 2004 года режиссёра Лиги Дж. Пуллаппалли, снятая на основе её короткометражного фильма Uli и реальной истории о двух девушках, полюбивших друг друга в индийском штате Керала.

## Сюжет
Фильм рассказывает о двух подругах: Киран (Suhasini V. Nair), которая является индуисткой, и Дилайле (Shrruiti Menon), чья семья католики. История начинается с их встречи в детстве и заканчивается их юностью.
Будучи соседями, Киран и Дилайла все детство были вместе. Вместе они пошли в школу. Киран сталкивается с тем, что её симпатия к подруге вдруг переходит в нечто большее. Мучаясь, она ведет себя резко, чем вызывает у Дилайлы лишь недоумение. Одноклассник подруг Раджан, которому нравится Дилайла, просит Киран написать за него письмо к ней, где бы рассказывалось о его чувствах. Киран соглашается и в многочисленных посланиях рассказывает Дилайле о своей любви. Киран увлекается литературой, один из её рассказов даже появляется в печати. В письмах от имени Раджана она получает возможность выразить всю глубину своих ощущений.
Ничего не подозревающая Дилайла делится с подругой происходящим. Она показывает Киран письма Раджана и читает одно из них. Не в силах сдержать себя, Киран начинает шептать строки письма вслед за Дилайлой, она помнит их наизусть. Дилайла узнает правду.
Она откликается на чувства Киран.
Страдающий Раджан следит за Дилайлой и становится свидетелем интимного общения девушек в лесу. Он рассказывает об этом матери Дилайлы. Та приходит в ярость. Позор перед соседями и родственниками страшно пугает её. Она запрещает дочери общаться с Киран и решает выдать её замуж.
Киран, полная любви, предлагает Дилайле убежать, чтобы быть вместе. Но та не в силах пойти против воли матери и окружения. Киран же открыто заявляет родителям о своей любви.
В день свадьбы Киран думает о самоубийстве. Дилайла, стоя под венцом, захвачена волной чувств к Киран. Она выбегает из церкви с криком её имени на губах.
Фильм заканчивается тем, что Киран отказывается от самоубийства и остригает свои длинные волосы. Дилайла же стоит на пороге церкви, окруженная родственниками и гостями.

## В ролях
| В ролях          |  | Персонаж |
| ---------------- |  | -------- |
| Сухасини В. Наир |  | Киран    |
| Шрути Менон      |  | Делайла  |
| К.П.А.С. Лалита  |  | Амма     |
| Валсала Менон    |  | Аммачи   |
| Шьям Шитал       |  | Раджан   |

## Награды
- Победитель Chicago International Film Festival (2004)[1]